# مروارید سیاه (مجموعه تلویزیونی)
مروارید سیاه (به ترکی استانبولی: Siyah İnci) مجموعۀ تلویزیونی در ژانر درام و عاشقانه ساخت ترکیه‌ است و بازیگران اصلی آن هانده ارچل و تولگاهان ساییشمان هستند. این مجموعه از سال ۲۰۱۷ تا ۲۰۱۸ از شبکه استار تی‌وی ترکیه پخش شد و پس از پخش ۲۰ قسمت پایان یافت.

## خلاصه داستان
هازال (هانده ارچل) که دختر یک خانواده فقیر است همراه با مادر، خواهر ناتنی و پدر ناتنی اش زندگی می‌کند. او با کنعان (تولگاهان ساییشمان) ماهیگیر شهر نامزد کرده و قرار است بزودی با یکدیگر ازدواج کنند. وورال نیز رئیس یک کمپانی و صاحب کار هازال است؛ او متوجه شباهت زیاد هازال و همسر سابقش که فوت کرده می‌شود و تصمیم می‌گیرد هازال را دعوت به یک مهمانی کند که در شب آن مهمانی...

## بازیگران و شخصیت‌ها
| بازیگر            | شخصیت       | قسمت‌ها | توضیحات                      |
| ----------------- | ----------- | ------ | ---------------------------- |
| هانده ارچل        | هازال       | ۱-۲۰   | معشوقه کنعان                 |
| تولگاهان ساییشمان | کنعان       | ۱-۲۰   | عاشق هازال                   |
| برک هاکمان        | وورال       | ۱-۲۰   | همسر اجباری هازال            |
| ملیس سزن          | ابرو        | ۱-۲۰   | خواهر ناتنی هازال            |
| حسین آونی دانیال  | عزیز توپراک | ۱-۲۰   | پدر ژنتیکی هازال             |
| نریمان اعور       | جانان       | ۱-۲۰   | مادر وورال                   |
| بوراک التای       | مهمت        | ۱-۲۰   | برادر کنعان                  |
| یشیم بوبر         | ملک         | ۱-۲۰   | مادر هازال و مادر ناتنی ابرو |
| مهمت مهمدوف       | سینان       | ۱-۲۰   | برادر کوچک‌تر وورال           |
| سلین ایشیک        | ایرماک      | ۱-۲۰   | خواهر کوچک‌تر وورال           |
| مروه پولات        | دفنه        | ۱-۲۰   | همسر سینان                   |